# Jos Chabert

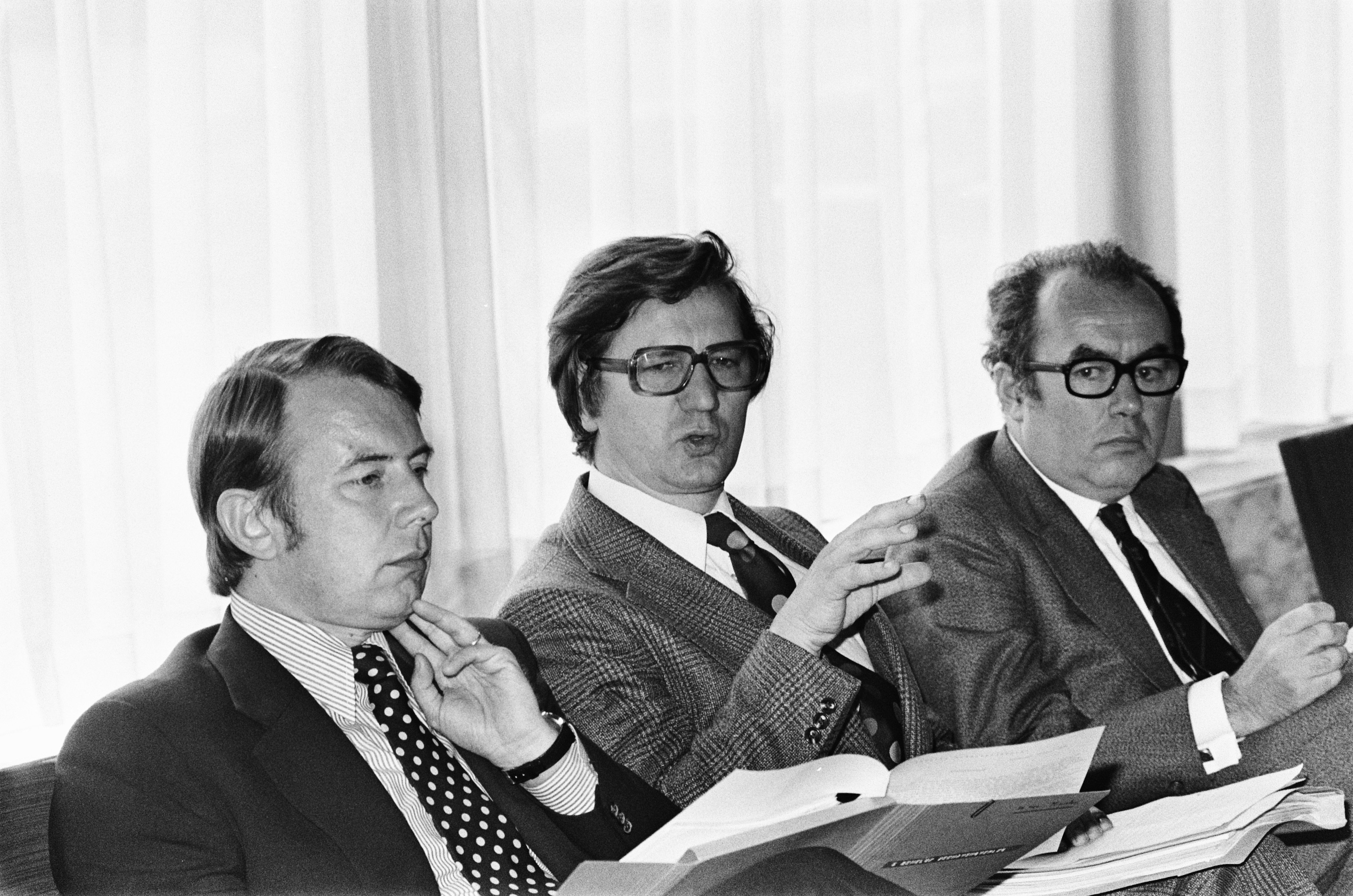
Jos Chabert (links) 1975

Jozef Philippe Antoon (Jos) Chabert (* 16. März 1933 in Etterbeek, Region Brüssel-Hauptstadt, Belgien; † 9. April 2014 in Brüssel) war ein belgischer Politiker der Christen-Democratisch en Vlaams (CD&V).

## Biografie
Nach dem Schulbesuch studierte Chabert Rechtswissenschaft und schloss mit Promotion zum Doktor der Rechtswissenschaften ab. 1965 erfolgte seine Wahl zum Beigeordneten für Finanzen der Stadt Meise; er behielt diese Funktion bis 1976.
1968 wurde er zum Mitglied der Abgeordnetenkammer gewählt und vertrat dort bis 1982 die Interessen der CD&V.
Im Januar 1973 wurde er von Premierminister Edmond Leburton zum Minister für flämische Kultur und Angelegenheiten Flanderns in dessen Regierung berufen. Nach dem Amtsantritt von Premierminister Leo Tindemans im April 1974 übernahm er das Amt des Verkehrsministers und behielt dieses Amt auch unter Tindemans Nachfolgern Paul Vanden Boeynants und Wilfried Martens bis 1980. In diesem Amt berief er auch Fachleute der Nationalen Eisenbahngesellschaft (NMBS/SNCB) wie Etienne Schouppe in seinen Beraterstab. Zugleich war er zwischen 1974 und 1977 Minister für Post, Telefon und Telegrafie (PTT). Im Rahmen einer Kabinettsumbildung ernannte ihn Premierminister Martens 1980 zum Minister der öffentlichen Arbeiten sowie für institutionelle Reformen und behielt diese Ämter bis zum Ende der Amtszeit von Martens im April 1981.
Nach seinem Ausscheiden aus der Abgeordnetenkammer wurde er 1982 zum Mitglied des Senats gewählt. Daneben wurde er am 12. Juli 1989 Mitglied des Parlaments der Region Brüssel-Hauptstadt. Diesem gehörte er bis zum 1. Januar 2004 und dann wieder erneut vom 19. Juli 2004 bis zum 7. Juni 2009 an. Zwischen 1989 und 2004 war er Minister in der Regierung der Region Brüssel-Hauptstadt, dort 1989 bis 1999 Außenminister und zeitweise Finanzminister. Während seiner dortigen Tätigkeit war der heutige belgische Außenminister Steven Vanackere sein Stellvertretender Kabinettschef sowie Kabinettschef.
Außerdem war er im 1994 geschaffenen Ausschuss der Regionen der Europäischen Union Fraktionsvorsitzender der Europäischen Volkspartei (EVP).
Während seiner Mitgliedschaft im Parlament der Hauptstadtregion war er zwischen dem 19. Juli 2004 und dem 17. Oktober 2006 Erster Vizepräsident und dann vom 18. Oktober 2006 bis zum 7. Juni 2009 dessen Sekretär.
Für seine politischen Verdienste wurde er am 30. November 2009 zusammen mit Frank Vandenbroucke und Armand De Decker mit dem Ehrentitel Staatsminister ausgezeichnet.

## Auszeichnungen
- 2002: Großes Goldenes Ehrenzeichen mit dem Stern für Verdienste um die Republik Österreich[2]